# اثر استروپ
سبز قرمز آبی
ارغوانی آبی ارغوانی
آبی ارغوانی قرمز
سبز ارغوانی سبز
اثر استروپ، توضیح می‌دهد که نام بردن رنگ دسته اول، آسان‌تر و سریع‌تر از دسته دوم است.

اثر استروپ

اثر استروپ (به انگلیسی: Stroop effect)، در روان‌شناسی، نمایشی از دخالت در زمان واکنش یک کار است. زمانی که اسم یک رنگ (مانند آبی، سبز یا قرمز) با رنگ دیگری که نشان گر نام آن رنگ نیست، چاپ شده باشد (به عنوان مثال، کلمه «قرمز»، به جای این که با جوهر قرمز رنگ چاپ شود، با جوهر آبی رنگ چاپ شود)، نام بردن رنگ کلمه، در مقایسه با حالتی که رنگ جوهر و کلمه با هم یکی باشند، زمان بیشتری طول کشیده و با احتمال خطای بالاتری مواجه می‌شود.
در این آزمایش، بسیاری از افراد در پاسخ به این سؤال که «فلان واژه چه رنگی است؟»، پاسخی اشتباه می‌دهند یا پاسخ صحیح را با کمی تأخیر ارائه می‌دهند. به این‌گونه که اگر از آن‌ها پرسیده شود که رنگ واژهٔ «قرمز» چگونه است؟ آن‌ها به جای گفتن رنگ، خود واژه را می‌خوانند و پژوهش‌ها نشان داده که این ناهماهنگی و بروز اشتباه ناشی از سوگیری در توجه است و در افرادی با اضطراب شدید و فوبیا (هراس‌زدگی) بروز اشتباه بیشتر اتفاق می‌افتد.
اثر استروپ، به نام جان ریدلی استروپ –که این اثر را برای نخستین بار در سال ۱۹۳۵ به انگلیسی منتشر کرد– نام‌گذاری شده‌است. اثر استروپ، پیش از آن در سال ۱۹۲۹ در آلمان منتشر شده بود. مقاله اصلی، با ۷۰۱ بار ارجاع، یکی از پرارجاع‌ترین مقالات تاریخ روان‌شناسی آزمایشی است. از اثر استروپ، برای ابداع آزمایش روان‌شناسی استروپ (به انگلیسی: Stroop test) –که به صورت گسترده‌ای برای تحقیقات و بررسی‌های بالینی از آن استفاده می‌شود– بهره گرفته شده‌است.